# Iwan Thomas
Iwan Gwyn Thomas (* 5. ledna 1974, Londýn) je bývalý britský atlet, který se věnoval hladké čtvrtce a štafetovým běhům, mistr Evropy z roku 1998.

## Sportovní kariéra
Na olympiádě v Atlantě v roce 1996 byl členem stříbrné britské štafety na 4 × 400 metrů, která vytvořila evropský rekord 2:56,60. V následující sezóně britská štafeta včetně Thomase zvítězila na světovém šampionátu v Athénách. V roce 1998 zvítězil na mistrovství Evropy v běhu na 400 metrů, zároveň byl členem vítězné štafety na 4 × 400 metrů. Jeho osobní rekord na 400 metrů 44,36 pochází z roku 1997.